# Samuel J. Friedman Theatre
Le Samuel J. Friedman Theatre est un théâtre de Broadway, situé au 261 Ouest de 47e Rue à Manhattan, New York, aux États-Unis, doté de 637 places assises. Conçu par l'architecte Herbert J. Krapp pour les frères Chanin, il est édifié en 1925 dans le style néo-renaissance, et ouvre sous le nom Biltmore Theatre,.